# Яскравісна температура
Яскравісна температура — фотометрична величина, що характеризує інтенсивність випромінювання. Часто використовується в радіоастрономії.

## У діапазоні частот
За визначенням, яскравісна температура {\displaystyle T_{b}} в діапазоні частот {\displaystyle \Delta \nu } — це така температура, яку мало б абсолютно чорне тіло з такою ж інтенсивністю в даному діапазоні частот. Інтенсивність випромінювання абсолютно чорного тіла задається формулою Планка:
{\displaystyle I_{\nu }={\frac {2h\nu ^{3}}{c^{2}}}{\frac {1}{\exp {\frac {h\nu }{kT}}-1}}}, де
- {\displaystyle \nu } — частота випромінювання,
- {\displaystyle h} — стала Планка,
- {\displaystyle c} — швидкість світла,
- {\displaystyle k} — стала Больцмана.

Звідси:
{\displaystyle T_{b}={\frac {h\nu }{k}}\ln ^{-1}\left(1+{\frac {2h\nu ^{3}}{I_{\nu }c^{2}}}\right)}
Для випадку низьких частот {\displaystyle h\nu \ll kT} формула Планка зводиться до формули Релея-Джинса:
{\displaystyle I_{\nu }={\frac {2\nu ^{2}kT}{c^{2}}}}
Тоді яскравісна температура виражається:
{\displaystyle T_{b}={\frac {I_{\nu }c^{2}}{2k\nu ^{2}}}}

## У діапазоні довжин хвиль
Інтенсивність випромінювання абсолютно чорного тіла в діапазоні довжин хвиль задається формулою Планка для довжин хвиль:
{\displaystyle I_{\lambda }={\frac {2hc^{2}}{\lambda ^{5}}}{\frac {1}{e^{\frac {hc}{kT\lambda }}-1}}}
Звідси яскравісна температура в діапазоні довжин хвиль {\displaystyle \Delta \lambda } виражається формулою:
{\displaystyle T_{b}={\frac {hc}{k\lambda }}\ln ^{-1}\left(1+{\frac {2hc^{2}}{I_{\lambda }\lambda ^{5}}}\right)}
Для довгохвильового випромінювання {\displaystyle hc/\lambda \ll kT} яскравісна температура виражається:
{\displaystyle T_{b}={\frac {I_{\lambda }\lambda ^{4}}{2kc}}}
Для випромінювання, близького до монохроматичного, яскравісну температуру можна виразити через енергетичну яскравість {\displaystyle I} і довжину когерентності {\displaystyle L}:
{\displaystyle T_{b}={\frac {\pi I\lambda ^{2}L}{4kc\ln {2}}}}
Потрібно відзначити, що яскравісна температура не є температурою в звичному розумінні. Вона характеризує випромінювання, і залежно від механізму випромінювання може значно відрізнятися від фізичної температури випромінюючого тіла. У нетеплових джерел яскравісна температура може бути дуже високою. У пульсарів вона досягає {\displaystyle 10^{26}}K. Для випромінювання гелій-неонового лазера потужністю 60 мВт з довжиною когерентності 20 см, сфокусованого в плямі діаметром 10 мкм, яскравісна температура складає майже 14 × 109К. Яскравісна температура чисто теплових джерел збігається з їхньою фізичною температурою.